# Luftflotten der United States Air Force
Die Numbered Air Forces (NAF; deutsch „Nummerierte Luftflotten“) sind Großverbände der US Air Force. Eine Luftflotte kann mehrere Geschwader oder selbstständige Gruppen umfassen. Als größter taktischer Verband der Luftstreitkräfte ist sie das Äquivalent zur Armee des Heeres und wird in der Regel von einem Major General geführt. Zurzeit befinden sich siebzehn US-Luftflotten im Dienst.

## Geschichte

### Anfänge und unterschiedliche Bezeichnungen
Die erste Luftflotte, damals noch innerhalb der US Army war die General Headquarters Air Force (dt. „Luftflotte des Generalshauptquartiers“). Die 2., 3. und 4. Luftflotte hatten anfangs ebenfalls solche so genannten Einrichtungsnamen (named establishments), wie die erste mit regionalen Bezug. Nur für eine kurze Zeit, bei Beginn des Zweiten Weltkrieges wurden sie arabisch nummeriert  (1st Air Force). Anfang 1942 wurden sie dann nummeriert und im Namen ausgeschrieben (First Air Force).
Seit dem Ende des Zweiten Weltkrieges waren dann zwei Bezeichnungssysteme parallel in Gebrauch. Einmal die ausgeschriebene Nummernbezeichnung und die namentlichen Luftflotten, wie zum Beispiel das Air Education and Training Command (dt. „Luftwaffen Ausbildungs- und Übungskommando“) und das Military Airlift Command (dt. „Militärisches Lufttransportkommando“), das 1992 aufgelöst wurde. Dem Air Defense Command unterstanden mehrere Luftflotten, die regionale Bezeichnungen führten, wie beispielsweise Central, Eastern und Western Air Defense Forces (dt. „Mittlere, Östliche und Westliche Luftverteidigungstreitmacht“). Dennoch füllten die namentlichen Luftflotten sowohl taktische als auch logistische Funktionen aus, während die nummerierten ausschließlich taktische Aufgaben hatten.
Historisch war eine Luftflotte in der Verbandstruktur unterhalb eines Major Commands (MAJCOM) (dt. „Hauptkommando“) angesiedelt. Inzwischen hat sich ihre traditionelle Rolle aber gewandelt. Einige wurden durch neue Hauptkommandos ersetzt und umgekehrt. Zusätzlich erhielten manche Luftflotten eine Mehrfachrolle als Hauptkommando, als Component Command (dt. „Komponentenkommando“) eines Regional- oder Funktionalkommandos oder eines Subunified Commands (dt. „Unterregionalkommando“) sowie eines Combined Commands (dt. „Verbundkommando“).

### Reorganisation in den 1990er Jahren
Nach der Reorganisation der Air Force Anfang der 1990er Jahre wurde festgelegt, dass die Luftflotten wieder in erster Linie als taktische Großverbände dienen sollten mit dem Auftrag der Einsatzführung und -überwachung unterstellter Kampfeinheiten. In dieser Funktion sollten die bisher wahrgenommenen Aufgaben der Hauptquartierbetreibung und -verwaltung und der übergeordneten Personalverwaltung in den Hintergrund treten. Die Luftflotten sollten stattdessen nur noch als „Vor-Ort-Kommandozentrum“ dienen, das bei Krisen- und Kampfaufträgen direkt dem übergeordneten Hauptkommando referiert. Durch die Umorganisation sollte die bisherige Parallelarbeit im administrativen „Tagesgeschäft“ beseitigt werden, indem diese Bereiche aus den Luftflotten auslagert und den entsprechenden Abteilungen der übergeordneten Hauptkommandos zuordnetet wurden. Dies führte dazu, dass nun auch die einzelnen Fliegerhorstverwaltungen auf diesen Ebenen direkt von den Hauptkommandos geführt wurden. Die Luftflottenstäbe wurde dadurch auf durchschnittlich 100 Mann Personal reduziert, was für die Führung der untergeordneten Geschwader und Gruppen ausreichte, da sie nun befreit von diesen Routineaufgaben waren und sich so ganz auf ihre neue rein taktischen Krisen- und Kampfauftrag konzentrieren konnten.
Nachdem das Tactical Air Command die neue Struktur erprobt und am 29. Oktober 1991 freigegeben hatte, wurde sie am 1. Dezember desselben Jahres offiziell eingeführt.
Obwohl damit der taktische Oberbefehl weiter bei den Hauptkommandos lag, gab es jedoch Ausnahmen, wenn die Luftflotten in einer Doppelfunktion dienten, nämlich sowohl als Komponentenkommando eines Regional- oder Funktionalkommandos, als auch als taktischer Kampfverband des selbigen. Dies bedeutet, dass ein eigener Führungsstab für die Funktion des Komponentenkommandos eingerichtet wurde, der separat neben dem der Luftflotte stand, ihr aber übergeordnet war. Das hatte in der Praxis zur Folge, dass der Kommandeur der Luftflotte auch der des eigentlich übergeordneten Komponentenkommandos in Personalunion war. Ein aktuelles Beispiel für diese Organisationspraxis bildet die Ninth Air Force, die sowohl die US Air Forces Central (USAFCENT), das Komponentenkommando der Luftstreitkräfte innerhalb des US Central Command (CENTCOM) bildet, als auch die diesem unterstellten Einsatzkräfte stellt. In Fällen dieser Doppelfunktion wird die Luftflotte nicht, wie üblich, von einem Major General, sondern von einem Lieutenant General geführt, da es ja möglich ist, dass weitere Luftflotten dem betreffenden Komponentenkommando temporär unterstellt werden und der Verantwortungsbereich des Komponentenkommandos über den einer Luftflotte hinausgeht.
Nachdem die Luftflotten entsprechend umstrukturiert worden waren, verfügten sie nun über so genannte Air Control Operations Center (ACOC) (dt. „Luftraum-Kontroll-Einsatz-Zentren“), später umbenannt in Air Operations Group (AOG) (dt. „Lufteinsatzgruppe“), in der alle erforderlichen Truppenteile, die für taktischen Lufteinsatz notwendig waren, wie zum Beispiel Flugbetriebsoffiziere, Nachrichtendienstoffiziere und Einsatzplaner etc., zusammengefasst wurden.

### Reorganisation 2004/2005
In den Jahren 2004 und 2005 wurde die Rolle der Luftflotten abermals neu definiert. Die Rolle als taktische Truppenformation wurde ergänzt durch die Einrichtung der Luftflotten als so genannte Warfighting Headquarters (WFHQ) (de. „Hauptquartier für den Kriegseinsatz“) und die frühere Kommandoverantwortung für die Einsatzkräfte den jeweiligen übergeordneten Haupt- und Komponentenkommandos übertragen. Diese neue Funktion als Air Force Component Numbered Air Force (C-NAF) Headquarters (dt. „Nummerierte-Luftflotten Hauptquartiere“) waren nun gemäß der Weisung des Vorsitzenden der Vereinigten Stabschefs (CJCS) Teil der neuen Doktrin, dass alle Komponentenkommandos ein Standing Joint Force Headquarters (SJFHQ) (dt. „Ständiges Verbundstreitkräftekommando“) einrichten sollten. Das hatte zur Folge, dass viele Luftflotten entweder aufgelöst wurden oder aber nur noch dem Namen nach einem solchen Großverband entsprachen.

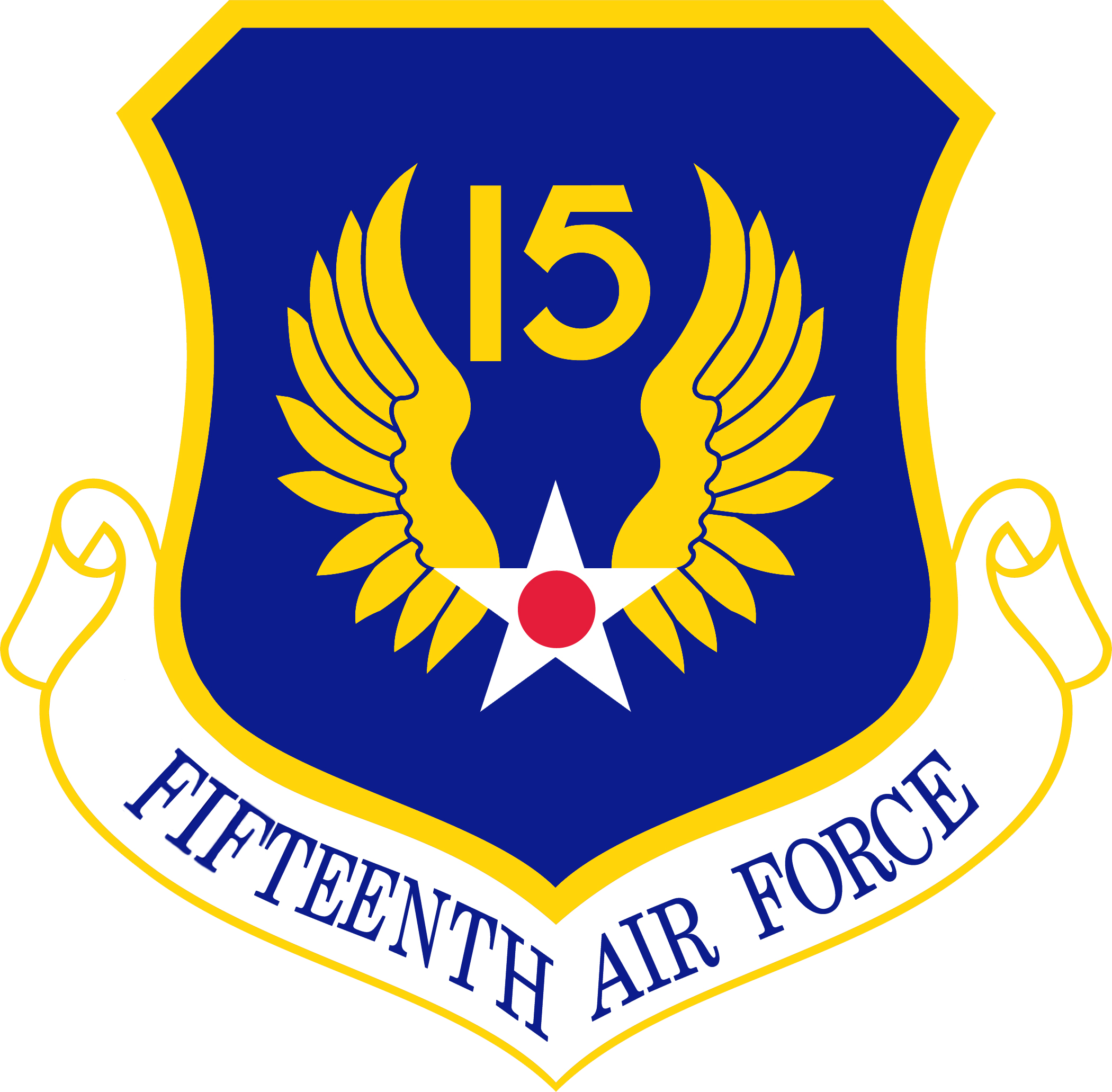
Wappen der 15th Air Force

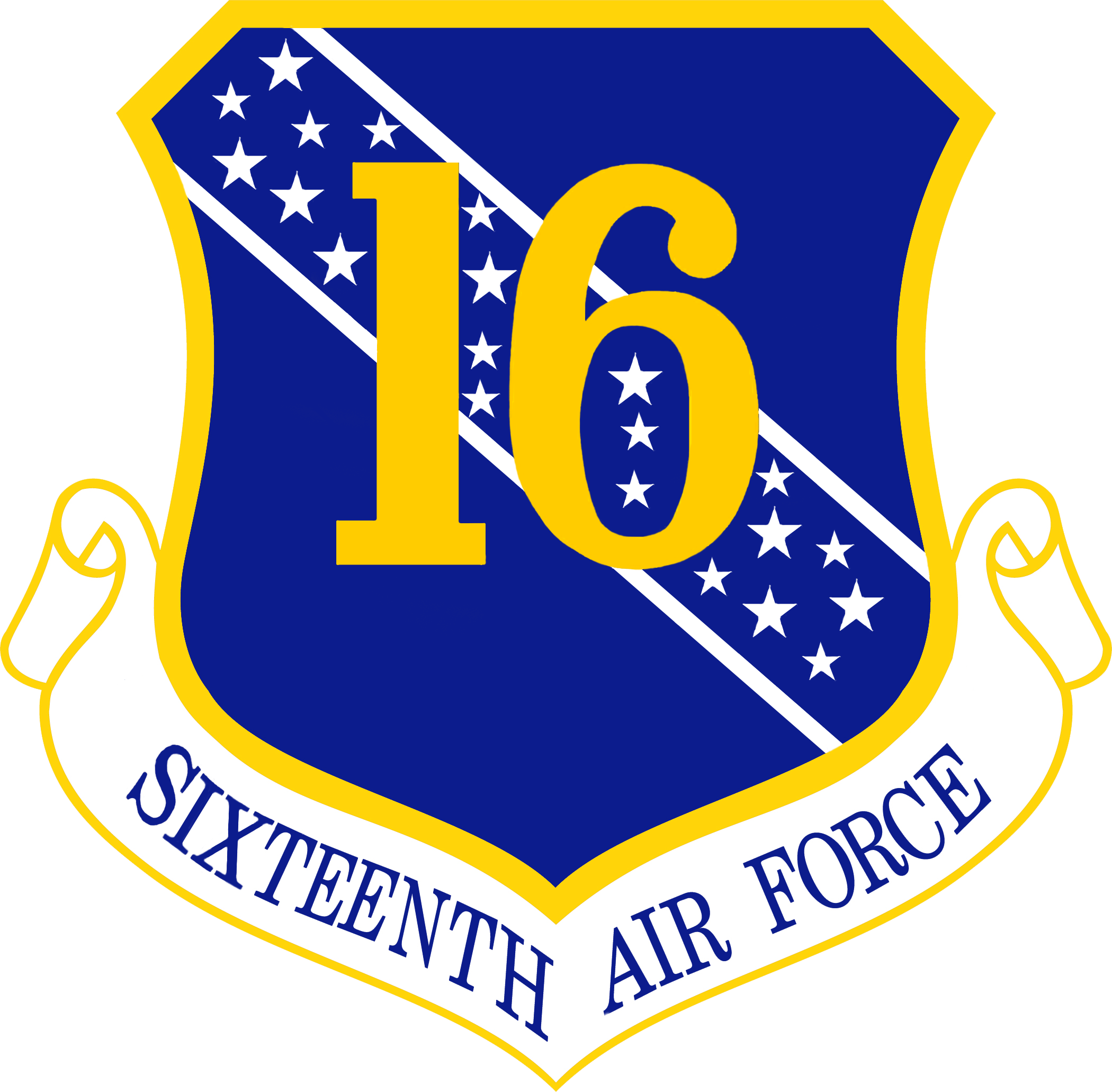
Wappen der 16th Air Force

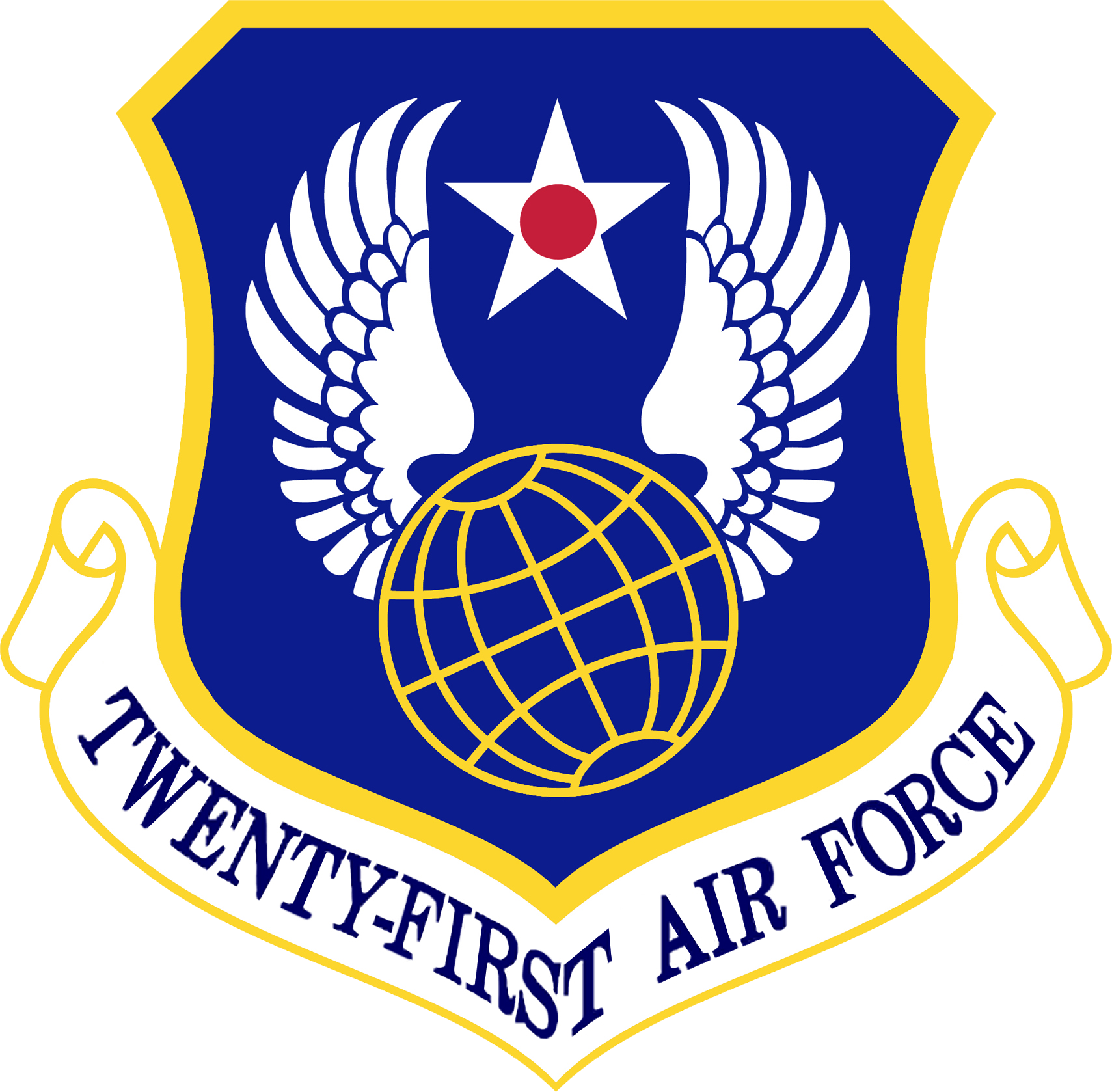
Wappen der 21st Air Force

Heute dienen die Luftflotten zwar formal weiter als taktischer Verband, sind aber in der Praxis jeweils eher ein provisorisches Luftstreitkräfte-Hauptquartier für alle Eventualitäten. In dieser Funktion sind sie verantwortlich für die Bereitstellung und Einrichtung von Führung- und Kontrollelementen im Einsatzgebiet, wie zum Beispiel die so genannten Air Operations Centers (dt. „Lufteinsatzführungszentren“). Gleichzeitig gingen Funktionen der Einsatzdirektorate der Hauptkommandos an die Luftflotten, um Befehlswege zu verschlanken.

### Auflösungen und Neuaufstellungen und Expeditionary Mobility Task Forces (EMTFs)
Die Fifteenth Air Force und Twenty-First Air Force wurden inzwischen zu Expeditionary Mobility Task Forces (EMTFs) (dt. „Mobilen Expeditionseinsatzverbänden“) umgewidmet. Die Sixteenth Air Force wurde am 1. Dezember 2006 zunächst aufgelöst, dann aber ebenfalls zu einer Expeditionary Mobility Task Force umstrukturiert, soll aber 2008 wieder aufgelöst werden.
Gleichzeitig wurde die Eighteenth Air Force neu aufgestellt und dem Air Mobility Command unterstellt. Die neuen Expeditionary Mobility Task Forces (EMTFs) werden regelmäßig von einem Brigadier General kommandiert und sind für die Luftunterstützung einer bestimmten Region verantwortlich. Zusätzlich füllen ihre Kommandeure die Funktion des Director of Mobility Forces (DIRMOBFOR) (dt. „Direktor Mobile Einsatzkräfte“) innerhalb des Air Force Warfighting Headquarters der EMTF aus.
Frühere Veränderungen umfassten 1993 die Reaktivierung der Nineteenth Air Force, die Umwidmung der Twenty-Third Air Force in das neue Hauptkommando Air Force Special Operations Command, dem Oberkommando für Sondereinsätze der Luftstreitkräfte, die Umflaggung des Alaskan Air Command zur Eleventh Air Force im Jahr 1990 und die bereits 1946 vorgenommene Umwidmung der Sixth Air Force zum US Air Forces Southern Command, dem Komponentenkommando der Luftstreitkräfte des US Southern Command (SOUTHCOM).
Seit der Einführung des Konzeptes der Warfighting Headquarters 2004/2005 ist die Zukunft der nummerierten Luftflotten ungewiss. Als zum Beispiel das Air Force Space Command dem United States Strategic Command (STRATCOM) unterstellt wurde, wurde die parallele Existenz der Fourteenth Air Force mit Weltraumausrichtung und der Twentieth Air Force mit strategischer Ausrichtung innerhalb desselben Kommandos wenig sinnvoll.
Dies wird weiter verkompliziert, sollte die Führung der Air Force weiter auf die Beibehaltung des Konzeptes der Warfighting Headquarters bestehen, welche dann das STRATCOM unterstützen sollen.
Ähnliches gilt bei den US Pacific Air Forces, dem Komponentenkommando der Luftstreitkräfte des US Pacific Command (PACOM), dessen Kern die Thirteenth Air Force bildet, welche das Kenney Warfighting Headquarters (WFHQ) stellt. Die ebenfalls dem PACOM unterstellten Fifth Air Force und Eleventh Air Force sind quasi bei Beibehaltung dieses neuen Konzeptes ohne Kernauftrag.
Das Komponentenkommando US Air Forces in Europe (USAFE) des US European Command (EUCOM) mit keiner echten taktischen Luftflotte und dem übergebliebenen Warfighting Headquarters (WFHQ) der nur noch dem Namen nach vorhandenen Third Air Force scheint wohl das Modell der Major Commands der Zukunft zu sein.
Die nummerierten Luftflotten wurden auch oft Air Divisions (dt. „Luftdivisionen“) genannt, nachdem die ursprüngliche Organisationseinheit dieses Namens 1991 abgeschafft wurde. Diese umfassten ebenfalls mehrere Geschwader und selbstständige Gruppen.

## Auftrag
Eine Luftflotte ist die größte taktische Einheit der US Air Force. Als Großverband auf Divisionsebene führt sie Einsatzkräfte im Verbund in den Kampf.
Gleichzeitig bilden einige Luftflotten neben ihrer eigentlichen Funktion auch Komponentenkommandos der Luftstreitkräfte innerhalb übergeordneter Verbundkommandos regionalen oder funktionalen Typs. In dieser Funktion bilden sie die Führungselemente aller Luftkomponenten innerhalb dieser Verbundkommandos, fungieren also auch in dieser Eigenschaft als Führungsstäbe für etwaige andere Luftflotten, die diesen Verbundkommandos zeitweilig unterstellt sind.
Die dritte Hauptfunktion und künftige Hauptausrichtung ist die Bereitstellung so genannter Air Force Component Numbered Air Force (C-NAF) Headquarters (dt. „Nummeriertes-Luftflotten Hauptquartiere“), von Standing Joint Force Headquarters (SJFHQ) (dt. „Ständiges Verbundstreitkräftekommando“) und Air Operations Centers (dt. „Lufteinsatzführungszentren“), sowie Warfighting Headquarters, also von Führungsorganen für alle Eventualitäten im Dienste des übergeordneten Haupt- oder Komponentenkommandos.

## Organisation
| Luftflotte                        | Wappen | Hauptquartier                                           | Übergeordnetes Kommando / Bemerkung                                                           | Status            |
| --------------------------------- | ------ | ------------------------------------------------------- | --------------------------------------------------------------------------------------------- | ----------------- |
| First Air Force (AFNORTH)         |        | Tyndall Air Force Base, Florida                         | Air Combat Command (ACC)                                                                      | aktiv             |
| Second Air Force                  |        | Keesler Air Force Base, Mississippi                     | Air Education and Training Command (AETC)                                                     | aktiv             |
| Third Air Force (AFEUR)           |        | Ramstein Air Base, Deutschland                          | US Air Forces Europe (USAFE)                                                                  | aktiv             |
| Fourth Air Force                  |        | March Air Reserve Base, Kalifornien                     | Air Force Reserve Command (AFRC)                                                              | aktiv             |
| Fifth Air Force                   |        | Yokota Air Base, Japan                                  | Pacific Air Forces (PACAF)                                                                    | aktiv             |
| Sixth Air Force                   |        | Albrook Air Force Station, Panamakanalzone              | seit 1946 keine Luftflotte mehr, von 1963 bis 1976: United States Air Forces Southern Command | inaktiv seit 1976 |
| Seventh Air Force (AFKOR)         |        | Osan Air Base, Korea                                    | Pacific Air Forces (PACAF)                                                                    | aktiv             |
| Eighth Air Force (AFSTRAT-GS)     |        | Barksdale Air Force Base, Louisiana                     | Air Force Global Strike Command (AFGSC)                                                       | aktiv             |
| Ninth Air Force (1942)            |        | Shaw Air Force Base, South Carolina                     | seit 2009 United States Central Command Air Forces (USCENTAF)                                 | 2009 umgewandelt  |
| Ninth Air Force                   |        | Shaw Air Force Base, South Carolina                     | Air Combat Command (ACC)                                                                      | aktiv             |
| Tenth Air Force                   |        | Naval Air Station Joint Reserve Base, Fort Worth, Texas | Air Force Reserve Command (AFRC)                                                              | aktiv             |
| Eleventh Air Force                |        | Elmendorf Air Force Base, Alaska                        | Pacific Air Forces (PACAF)                                                                    | aktiv             |
| Twelfth Air Force (AFSOUTH)       |        | Davis-Monthan Air Force Base, Arizona                   | Air Combat Command (ACC)                                                                      | aktiv             |
| Thirteenth Air Force (AFPAC)      |        | Joint Base Pearl Harbor-Hickam, Hawaii                  |                                                                                               | inaktiv seit 2012 |
| Fourteenth Air Force (AFSTRAT-SP) |        | Vandenberg Air Force Base, Kalifornien                  | Air Force Space Command (AFSPC)                                                               | aktiv             |
| Fifteenth Air Force               |        | Travis Air Force Base, Kalifornien                      | seit 2003 keine Luftflotte mehr, von 2003 bis 2012: 15th Expeditionary Mobility Task Force    | inaktiv seit 2012 |
| Sixteenth Air Force               |        | Izmir Air Base, Türkei                                  | seit 2006 keine Luftflotte mehr, von 2006 bis 2008: 16th Air Expeditionary Task Force         | inaktiv seit 2008 |
| Seventeenth Air Force (AFAFRICA)  |        | Ramstein Air Base, Deutschland                          |                                                                                               | inaktiv seit 2012 |
| Eighteenth Air Force (AFTRANS)    |        | Scott Air Force Base, Illinois                          | Air Mobility Command (AMC)                                                                    | aktiv             |
| Nineteenth Air Force              |        | Randolph Air Force Base, Texas                          |                                                                                               | inaktiv seit 2012 |
| Twentieth Air Force               |        | Francis E. Warren Air Force Base, Wyoming               | Air Force Global Strike Command (AFGSC)                                                       | aktiv             |
| Twenty-First Air Force            |        | McGuire Air Force Base, New Jersey                      | seit 2003 keine Luftflotte mehr, von 2003 bis 2012: 21st Expeditionary Mobility Task Force    | inaktiv seit 2012 |
| Twenty-Second Air Force           |        | Dobbins Air Reserve Base, Georgia                       | Air Force Reserve Command (AFRC)                                                              | aktiv             |
| Twenty-Third Air Force (AFSOF)    |        | Hurlburt Field, Florida                                 | Air Force Special Operations Command (AFSOC)                                                  | 2013 aufgelöst    |
| Twenty-Fourth Air Force (AFCYBER) |        | Lackland Air Force Base, Texas                          | Air Force Space Command (AFSPC)                                                               | aktiv             |